# برايان بارنت داف
برايان بارنت داف هو محامي وضابط وقاضي وسياسي أمريكي، ولد في 15 سبتمبر 1930 في دالاس في الولايات المتحدة، وتوفي في 25 فبراير 2016 في ويلميت في الولايات المتحدة. انتخب عضو مجلس نواب إلينوي ‏.